# Klaus Bittner
Klaus Bittner   (Görlitz, 23 d'octubre de 1938) és un remer alemany, ja retirat, que va competir durant les dècades de 1950 i 1960.
El 1960 va prendre part en els Jocs Olímpics d'Estiu de Roma, on guanyà la medalla d'or en la prova del vuit amb timoner del programa de rem. Quatre anys més tard, als Jocs de Tòquio, guanyà la medalla de plata en la mateixa prova.
En el seu palmarès també destaquen quatre medalles d'or al Campionat d'Europa de rem, entre les edicions del 1959 i 1964. A nivell nacional guanyà sis campionats alemanys.